# La bella del Alhambra
La bella del Alhambra fou una pel·lícula dramàtica cubana estrenada el 28 de desembre de 1989 dirigida per Enrique Pineda Barnet. Està basada en la novel·la Canción de Rachel de l'escriptor cubà Miguel Barnet i reconstrueix l'atmosfera i la vida artística de l'Havana en el període de 1920 a 1935.
El maquillatge va estar a càrrec de María Elena del Toro, Ana María Fernández i Magali Pompa. La pel·lícula fou seleccionada per representar Cuba a l'Oscar a la millor pel·lícula de parla no anglesa als Premis Oscar de 1990, però la nominació no fou acceptada. El 1989 també fou guardonada amb el Goya a la millor pel·lícula estrangera de parla hispana.

## Sinopsi
Rachel és una corista que ambiciona arribar a vedette del famós Teatre Alhambra. I pels dots artístics, ho aconsegueix. En el camí perd l'amor de la seva vida i coneix una passió que gairebé destrueix la seva carrera artística.

## Repartiment
- Beatriz Valdés - Rachel
- Omar Valdés - Federico
- César Évora - Amante Rachel
- Carlos Cruz - Adolfito
- Isabel Moreno - La mejicana
- Jorge Martínez - Jorge